# Népbiztosper
A népbiztosper 1920-ban a Simonyi-Semadam-, illetve az első Teleki-kormány alatt lezajlott per, amelynek tárgya a Forradalmi Kormányzótanács 10 népbiztosának kommün alatti tevékenysége volt. A 10 vádlottból 4 vádlottat halálra, a többieket életfogytig tartó fegyházra ítélték, ám az elítéltek a szovjet-magyar fogolycsere-akciónak köszönhetően Oroszországba távozhattak.

## A vád
A vádindítványt Váry Albert főügyész nyújtotta be. A vádat eredetileg „Kun Béla és társai” ellen fogalmazták meg, ám mivel Kun Béla internálva volt, így „Vántus Károly és társai” lettek megnevezve. A vád „gyilkosság bűntette és egyéb bűncselekmények elkövetése” volt, melyet Aczél Imre főügyészhelyettes, a vád képviselője pontosított november 3-án megtartott beszédében, melyben négy pontban foglalta össze azt: felségsértés, lázadás, gyilkosságra való felbujtás és pénzhamisítás.

## A tárgyalás
A népbiztosok perének tárgyalása 1920. július 5-én kezdődött, a Budapesti Királyi Büntetőtörvényszék dr. Stocker Antal vezette tanácsa előtt, s 97 tárgyalási napon át folyt a gyorsított eljárás szabályai szerint. A per folyamán a védő tanúk nagyobb része óvakodott attól, hogy megjelenjen, így nehezítve a vádlottak helyzetét. Azok pedig akik megjelentek, sokszor „emlékezetkiesésben” szenvedtek, és ellentmondásokba keveredtek. A főtárgyalás utolsó napja 1920. november 22-én volt, és mivel az ítélethirdetés napját nem határozták meg, a vádlottaknak hónapokat kellett várnia, míg az megszületett. Végül 1920. december 28-án a büntetőtörvényszék Bokányi Dezsőt,  Ágoston Pétert, Haubrich Józsefet és Vántus Károlyt halálra, Bajáki Ferencet, Dovcsák Antalt, Nyisztor Györgyöt, Kalmár Henriket, Kelen Józsefet és Szabados Sándort életfogytig tartó fegyházbüntetésre ítélte.